# Maat
| H6 |

| H6 |

| U5 · a | t | C10 |

| U5 · a | t | C10 |

Maat – w mitologii egipskiej bogini praw porządku, harmonii i sprawiedliwości we wszechświecie i społeczeństwie, małżonka Thota.
Przedstawiano ją w ludzkiej postaci ze strusim piórem na głowie. Jej wizerunek nosili egipscy urzędnicy sprawujący sądy. W zapisie hieroglificznym jej symbole to pióro i łokieć.
Była Harmonią Uniwersum, niezbędnym warunkiem jego istnienia, Prawdą i Sprawiedliwością, Duszą Faraona. Klęski żywiołowe lub nieszczęścia (powódź, głód, pożar) tłumaczono zakłóceniami w rządach Maat. W późniejszych czasach znana jako córka Re.
„Iść drogą Maat” oznaczało poszukiwanie mądrości, a „czynić Maat” oznaczało postępowanie w sposób prawy, sprawiedliwie. Składana jej ofiara była najważniejszą z ofiar, niejako ich sumą. Zapewnienie Maat było też najważniejszą powinnością faraona, czemu służył codzienny rytuał celebrowany w świątyniach przez kapłanów w imieniu władcy.
Bogini była jedną z głównych postaci uczestniczących w Sądzie Zmarłych – Sądzie Ozyrysa. Po swego rodzaju spowiedzi, podczas której zmarły zaprzeczał popełnieniu zarzucanych mu uczynków (zob. 42 zaprzeczenia bogini Maat), następowało ważenie jego serca (lub skarabeusza sercowego), nadzorowane przez Anubisa: na jednej szali składano serce, podczas gdy na drugiej zaś leżało pióro Maat. Jeśli serce było lżejsze, zmarły zostawał ogłoszony przez Thota maaheru, czyli „mówiący prawdę”, jeśli zaś odwrotnie – zmarłego rzucano na pastwę Ammit, czyli Pożeraczki Dusz.

## We współczesnej kulturze masowej
Maat jest odniesieniem dla literackiej idei pewnego porządku życia w powieści science fiction Romana Gitlarza Island of Echoes, gdzie codziennym życiem fikcyjnej ludności na wyspie Capribo rządzą staroegipskie idee prawdy, sprawiedliwości, równowagi i spokoju. Sama bogini w utworze nie występuje, obecny jest tylko jej symbol (białe strusie pióra).